# ホンダ・ラグレイト
ラグレイト（LAGREAT）は、ホンダ・カナダがかつて生産、本田技研工業が販売していた上級ミニバンである。

## 概要
ホンダ・カナダで生産された北米市場向けの2代目「オデッセイ」を、クリエイティブ・ムーバーのフラッグシップとして日本市場に輸入・販売したものである。
初代オデッセイは北米にも輸出されたが、現地では「サイズが小さい」「エンジンが非力」という評価を受け、日本国内ほどのヒットにはならなかった。そのため、2代目オデッセイからは北米向けと日本国内向けで異なるモデルとなり、北米向けはボディとエンジンの排気量が拡大された。
全体の開発責任者（LPL）は初代オデッセイ同様に小田垣邦道が務め、その下のエンジン開発責任者には浅木泰昭、車体側の開発責任者は八郷隆弘が就いた。エンジンはJ35A型、駆動形式はFFのみであった。両側電動スライドドアの採用は世界初であった。
北米向けオデッセイの日本導入は本車種の1代限りとなり、3代目以降は正規輸入されていない。
- 1998年北米国際オートショーに「MV-99」の名前で出展。
- 1999年6月3日、クリオ店で発売。
- 2001年11月21日、マイナーチェンジ。トランスミッションが4速ATから5速ATに、エンジン出力も205PSから240PSへ、ヘッドランプのHID化、リアブレーキがディスクブレーキへ改良される。その他フロントグリルやアルミホイールのデザイン変更、サイドエアバッグが追加、後席用ディスプレイの追加（エクスクルーシヴのみ）、カラーラインナップ等、変更点は多岐にわたる。このマイナーチェンジ以降も生産はカナダ工場で生産される。
- 2003年4月10日、マイナーチェンジ。イモビライザー追加。エンジンキーの形状等変更。5速AT小改良。
- 2004年4月[5]、生産終了。
- 2005年12月、販売終了。

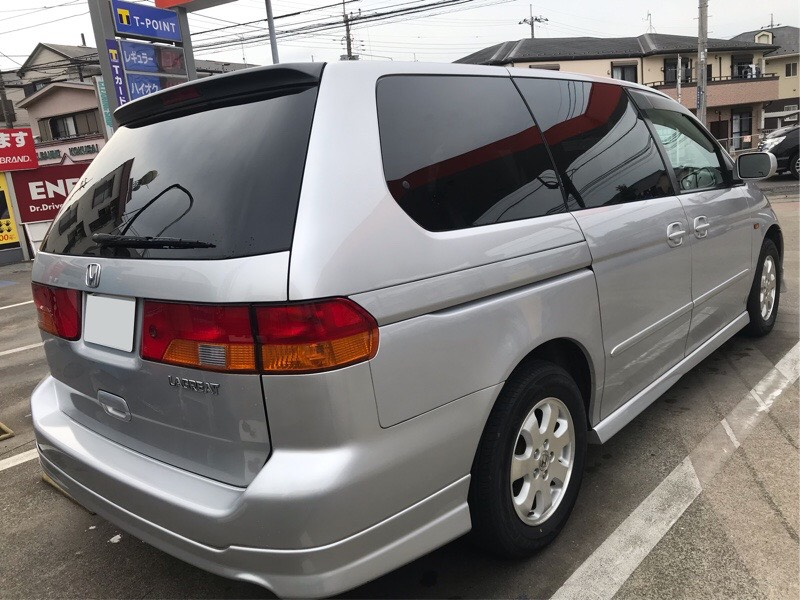
後期型（リア）

## 車名の由来
- LAGREAT 「LA」は驚きや強調を意味し、「GREAT」は一流のもの、すばらしさを意味する。